# Pribeagu, Brăila
Pribeagu este un sat în comuna Roșiori din județul Brăila, Muntenia, România.